# 축항로
축항로(Chukhang-ro)는 대한민국 경상북도 포항시 남구 해도동에서 송도동을 거쳐 연결하는 도로이다.
2009년 12월 1일 도로명 주소 사업에 인해 축항로로 지정되었다.

## 노선 구간
- 사거리 명칭 미상
  - 양학천로, 상공로221번길
    - 무궁화아파트
    - 청명에버빌
    - 조양타운
    - 한국케이블TV 포항방송
    - 동아타운
- 사거리 명칭 미상
  - 해동로
- 사거리 명칭 미상
  - 운하로
    - 송림초등학교
- 사거리 명칭 미상
  - 송림로
    - 송림시장
    - 송림교우주택
    - 명성죽도타운
    - 포항남부경찰서 송도지구대
- 삼거리 명칭 미상
  - 희망대로

## 차로수
- 왕복 4차로